# Cymothales exilis
Cymothales exilis är en insektsart som beskrevs av Mansell 1987. Cymothales exilis ingår i släktet Cymothales och familjen myrlejonsländor. Inga underarter finns listade i Catalogue of Life.